# 2241 Alcathous
2241 Alcathous è un asteroide troiano di Giove del campo troiano dal diametro medio di circa 114,63 km. Scoperto nel 1979, presenta un'orbita caratterizzata da un semiasse maggiore pari a 5,2046293 UA e da un'eccentricità di 0,0669598, inclinata di 16,60680° rispetto all'eclittica.
L'asteroide è dedicato a Alcatoo, marito di Ippodamia.